# Хилсбъроу (окръг, Флорида)
Вижте пояснителната страница за други значения на Хилсбъроу.
Окръг Хилсбъроу (на английски: Hillsborough County) е окръг в щата Флорида, Съединени американски щати. Площта му е 3279 km², а населението - 1 177 060 души. Административен център е град Тампа.